# Ветряная оспа
Ве́тряна́я о́спа, ветря́нка (лат. varicella) — острое высококонтагиозное вирусное заболевание с воздушно-капельным путём передачи. Обычно характеризуется лихорадочным состоянием, папуловезикулёзной сыпью.
Возбудитель ветряной оспы — вирус варицелла-зостер (лат. Varicella Zoster) семейства Herpesviridae, его другие названия: вирус герпеса человека третьего типа (Human herpesvirus 3), «herpes zoster». Он является возбудителем и опоясывающего герпеса (опоясывающего лишая), и ветряной оспы.
Заболеванию подвержены люди всех возрастов, болеют преимущественно дети. Повторные заболевания крайне редки, однако у 10—20 % переболевших вирус остаётся в нервных тканях организма неактивным и в будущем способен вызывать опоясывающий лишай.
В большинстве случаев у детей ветряная оспа проходит в лёгкой форме. Тем не менее болезнь может приводить к смерти, частности, в результате осложнений. Более высокая заболеваемость и смертность — у новорождённых и людей с ослабленным иммунитетом. У лиц старше 18 лет чаще наблюдается более тяжёлое течение и осложнения.
Ветряную оспу можно предотвратить с помощью иммунизации (вакцинации).

## История
Ветряная оспа впервые описана в середине XVI века итальянскими врачами Vidus-Vidius и Ingranus как разновидность натуральной оспы.
Немецкий учёный Р. Фогель (1724—1774) в 1772 году впервые использовал термин «варицелла».
В 1911 году в содержимом везикул был обнаружен возбудитель ветряной оспы, после чего заболевание стали считать отдельной нозоологической формой. Вирус-возбудитель был выделен в 1958 году.

## Эпидемиология
Эпидемиология ветряной оспы отличается в умеренном и тропическом климате, причины этого не ясны. Предположительно различия являются результатом свойств вируса — он чувствителен к температуре, климату, плотности населения, риску заражения.
Заболеванию подвержены люди всех возрастов. Около половины детей болеют в возрасте 5—9 лет, реже — 1—4 и 10—14 лет. Около 10 % заболевших — 14 лет и старше.
Источник инфекции — больной человек с конца инкубационного периода (10—21 день) и до тех пор, пока все поражения не покроются коркой (7—10 дней). Возбудитель распространяется воздушно-капельным путём или при прямом контакте. Контагиозность ветряной оспы — 100 % — заболевает каждый, ранее не встречавшийся с вирусом.
Как и все герпесвирусы, вирус ветряной оспы обладает способностью подавлять иммунную систему.
Иммунитет при ветряной оспе обусловливает невосприимчивость к новому заражению, но не обеспечивает удаление вируса из организма. Вирус пожизненно пребывает в спинальных ганглиях и/или ядрах черепно-мозговых нервов, которые связаны с зонами кожи, наиболее поражёнными при первичной инфекции. Повторная активация вируса происходит в условиях ослабленного иммунитета в виде опоясывающего герпеса.
У лиц с тяжёлым иммунодефицитом возможно повторное заражение.
Больной опоясывающим лишаем является источником вируса и представляет эпидемиологическую опасность по ветряной оспе. Вирусы содержатся также в жидкости в везикулах.

## Этиология
Возбудителем ветряной оспы является вирус ветряной оспы (Varicella Zoster), видимый в обычный световой микроскоп вирус, крупных размеров, который с 3—4-го дня обнаруживается в содержимом оспенных пузырьков. Вирус ветряной оспы нестоек во внешней среде — он быстро погибает при воздействии солнечного света, нагревании, ультрафиолетовом облучении. Вне организма, на открытом воздухе выживаемость вируса примерно 10 минут. Возбудитель ветряной оспы относится к вирусам группы герпеса третьего типа.
Восприимчивость к ветряной оспе составляет 70 %.
Заразными больные ветряной оспой становятся за 48 ч до появления сыпи и остаются таковыми до тех пор, пока все поражения кожи не покроются корочкой.
Вирус ветряной оспы поражает только человека, единственный резервуар дикого вируса — человек.
Вирус варицелла-зостер является причиной двух заболеваний: ветряной оспы, возникающей преимущественно в детском возрасте, и опоясывающего герпеса (опоясывающего лишая), в основном поражающего пожилых и людей с иммунодефицитом. Ветряная оспа является первичной инфекцией вируса варицелла-зостер, а опоясывающий герпес в подавляющем большинстве случаев является результатом активизации латентного вируса варицелла-зостер.

## Патогенез

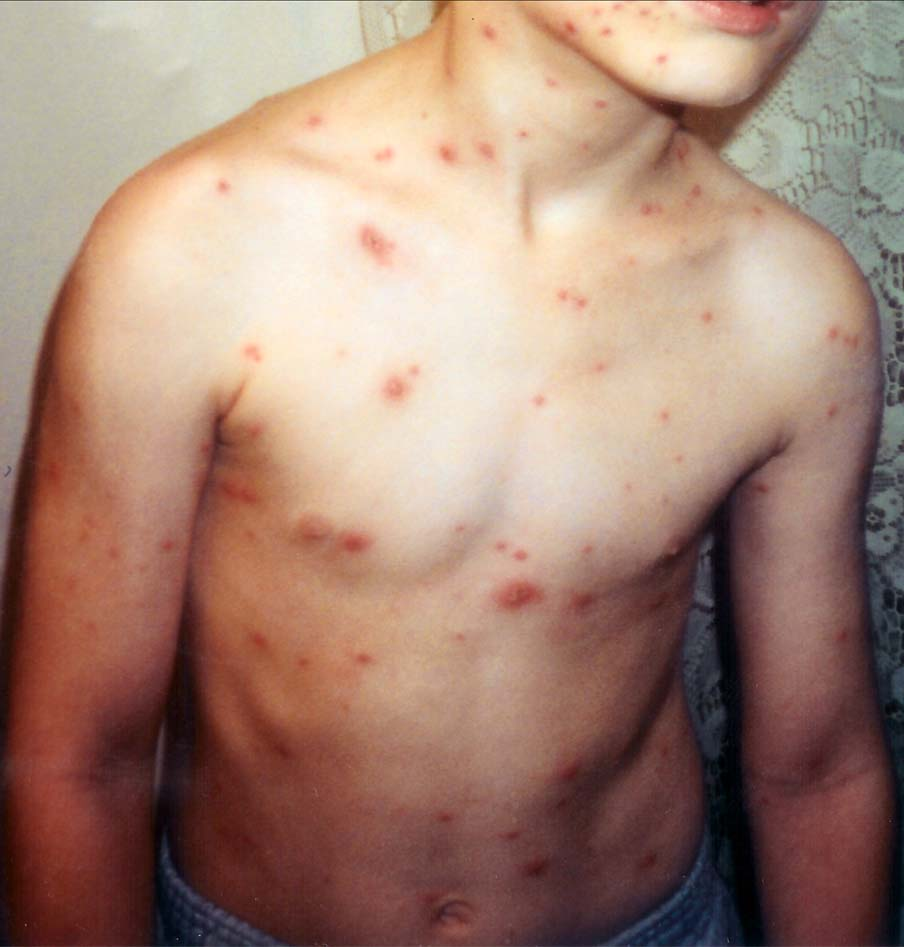
Вариант сыпи при ветряной оспе

Вирус проникает в организм через слизистые оболочки верхних дыхательных путей и внедряется в эпителиальные клетки слизистой оболочки. Затем вирус проникает в кровь и фиксируется в коже, вызывая в её поверхностном слое патологический процесс: ограниченное расширение капилляров (пятно), серозный отёк (папула), отслоение эпидермиса (везикула).
Из-за размножения вируса и аллергического ответа организма возникают лихорадка и другие общие неспецифические проявления инфекции.
После болезни возникает стойкий иммунитет.
Возбудитель может персистировать в организме. В результате различных провоцирующих факторов вирус активируется и вызывает локальные кожные высыпания — опоясывающий герпес, частота возникновения которого у переболевших ветрянкой составляет на 100 тысяч человек населения: 131−215 случаев для популяции в целом, для возрастной группы моложе 15 лет — 46, старше 75 лет — 1424. У вакцинированных живой вакциной опоясывающий лишай встречается во много раз меньше: 2,6 на 100 тысяч (26 случаев на миллион вакцинированных).
В некоторых случаях ветряная оспа приводит к развитию осложнений, среди них кожная бактериальная суперинфекция, пневмония, бронхит, острые неврологические нарушения (невралгия, асептический менингит, синдром Рамсея Ханта 2 типа, ветряночный энцефалит), офтальмологические (кератоконъюнктивит, увеит, кератит, некроз сетчатки, слепота), воспаление среднего уха, васкулит, коагулопатия, гепатит, нефропатия и другие вплоть до смертельного исхода.
Частота неврологических осложнений составляет 1—7,5 %, из них энцефалиты 70,5 %, менингиты 10,6 %, энцефалическая реакция 9,8 %, синдром менингизма 4,5 %. Летальность при ветряночных энцефалитах составляет 1—20 %, при этом они составляют четверть всех случаев детских энцефалитов.
Неонатальная ветряная оспа, когда мать инфицируется за 5 дней до родов и до двух дней после них, в 30 % случаев приводит к смерти новорождённого.
Ветряная оспа у взрослых приводит к смерти в 25—175 раз чаще, чем у детей.

### Течение болезни

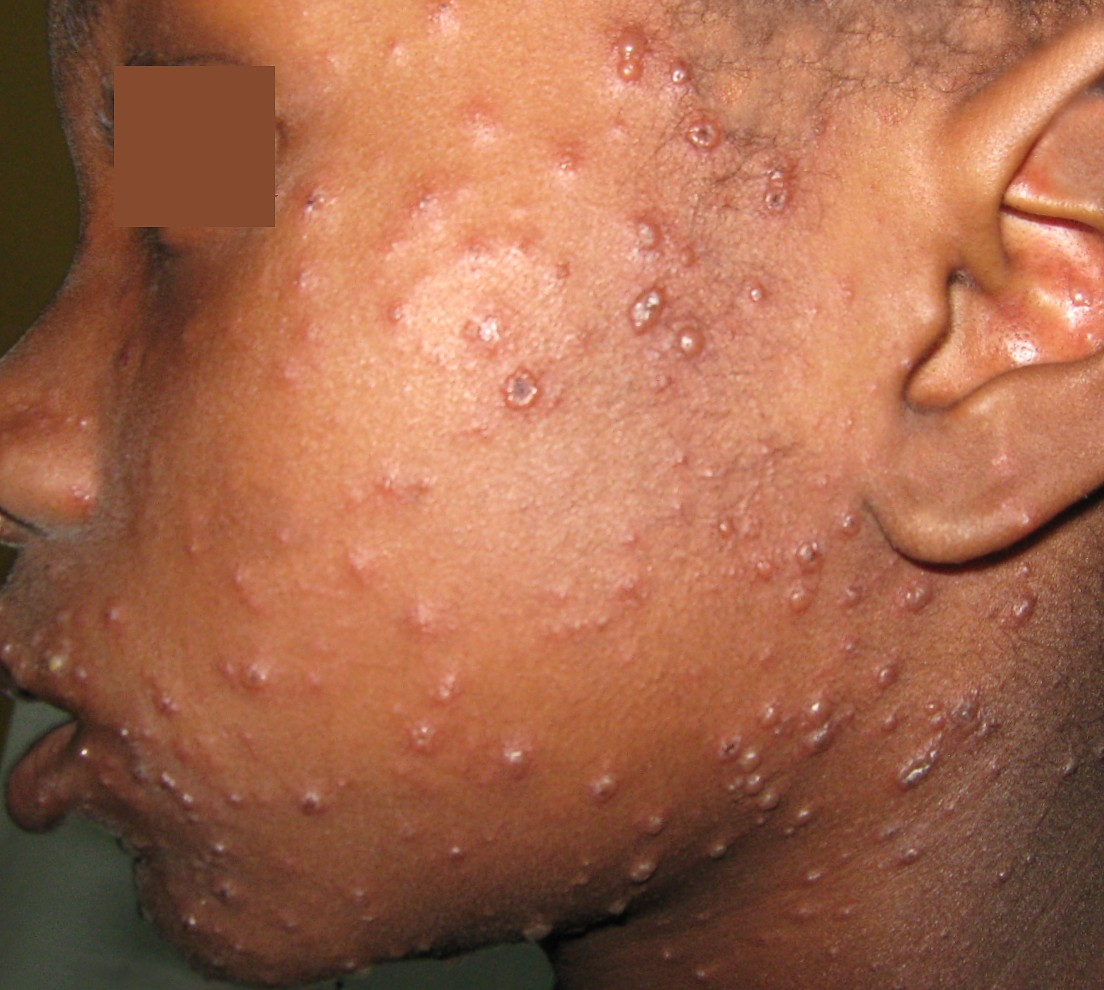
Элементы сыпи на разной стадии развития на коже лица темнокожего ребёнка: папулы, везикулы, подсохшие везикулы с корочками

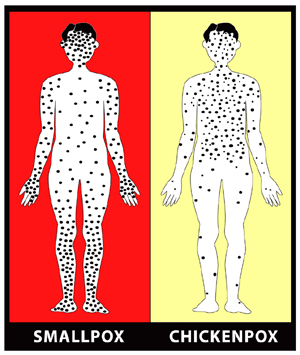
Преимущественная локализация сыпи на коже при натуральной (слева) и ветряной (справа) оспах

В течении ветряной оспы выделяют следующие периоды: инкубационный, продромальный период, периоды высыпания и образования корочек.
- Инкубационный период продолжается от 10 до 21 дня, чаще всего — 14—16 дней[19].
- Продромальный период наступает в течение 1—2 суток до начала высыпания (в некоторых случаях продромальный период отсутствует и заболевание манифестирует появлением сыпи). Продромальные явления у детей могут не наблюдаться, а у взрослых обычно проявляются в виде лихорадки и недомогания[19].
- Период высыпания у большинства детей протекает без особых нарушений общего состояния, лихорадочное состояние совпадает с периодом массового появления сыпи, высыпания появляются толчкообразно, поэтому лихорадка может носить волнообразный характер.[источник не указан 1296 дней]

У взрослых высыпание часто бывает массивным, сопровождается повышением температуры тела, общетоксическими явлениями, сильным зудом.
Сыпь при ветрянке характеризуется ложным полиморфизмом из-за неодновременного появления, вследствие чего одномоментно существуют элементы на разной стадии развития. Образовавшаяся сыпь имеет вид розовых пятен величиной 2—4 мм, которые в течение нескольких часов превращаются в папулы, часть которых, в свою очередь, становится везикулами. Везикулы однокамерные, окружены венчиком гиперемии. Через 1—3 дня они подсыхают, образуя поверхностные корочки тёмно-красного или коричневого цвета, которые отпадают на 2—3-й неделе. Поскольку высыпания появляются повторно, сыпь имеет полиморфный характер, то есть на ограниченном участке можно увидеть одновременно пятна, папулы, везикулы и корочки.
Одновременно с кожными высыпаниями, на слизистых оболочках (рта, конъюнктиве, половых органов) появляется энантема. Это пузырьки, которые быстро мацерируются, превращаясь в язвочку с желтовато-серым дном, окружённую красным ободком. Чаще энантема ограничивается 1—3 элементами. Заживает энантема в течение 1—2 дней.
Лихорадочный период длится 2—5 дней, иногда — до 8—10 дней (если высыпания очень обильные и продолжительные).
Высыпания могут продолжаться как от 2 до 5 дней, так и до 7—9 дней.
Болезнь может протекать также в атипичной форме: рудиментарная (стёртая), буллёзная, геморрагическая, гангренозная, генерализованная (висцеральная, с поражением внутренних органов, например, лёгких, печени, почек, селезёнки).
У здоровых детей заболевание обычно протекает в лёгкой форме, ограничивается лихорадкой, головной болью и сыпью. Выздоровление начинается на 2—4 день после появления сыпи. У взрослых она чаще протекает тяжелее, у них чаще возникают осложнения. Болезнь тяжело протекает у детей с иммунодефицитами,, а также у людей, инфицированных ВИЧ.
Обычно ветряная оспа протекает доброкачественно, но при развитии буллёзной, геморрагической или гангренозной формы заболевания возможны такие осложнения, как энцефалит, миокардит, пиодермии, лимфадениты. Заболевание приводит к смерти в 1 случае из 60 000.
У переболевшего, как правило, формируется пожизненный иммунитет.

## Ветряная оспа во время беременности и при родах
Беременные относятся к группе риска развития заболеваний, связанных с вирусом Varicella zoster. Внутриутробное инфицирование плода в течение первых 20 недель беременности может приводить к самопроизвольному аборту, внутриутробной смерти плода или рождению ребёнка с синдромом врождённой ветряной оспы (ветряночная эмбриопатия). Синдром врождённой ветряной оспы характеризуется пороками развития конечностей, головного мозга и органов зрения.
При заболевании беременной женщины за 4—5 дней до родов у ребёнка с вероятностью 17 % может развиться врождённая ветряная оспа, которая протекает тяжело, сопровождается развитием обширной бронхопневмонии, поносом, перфорацией тонкой кишки, а также поражением внутренних органов, и приводит к гибели до 31 % заболевших.

## Лечение
Лечение не даёт полной гарантии избавления организма от вируса Varicella Zoster, у 10—20 % переболевших вирус остаётся в нервных ганглиях на всю жизнь и в дальнейшем вызывает в старшем возрасте опоясывающий герпес (Herpes zoster), иначе называемый опоясывающим лишаем.
Лечение обычно проводится в амбулаторных условиях (в случае протекания заболевания в лёгкой форме), либо, при наличии осложнений, в условиях стационара.
Основная цель лечения ветряной оспы — предупреждение развития осложнений.
Комплексное лечение наиболее эффективное и включает в себя: режим, диету, медикаментозное лечение, а также методы немедикаментозного лечения (аэрация помещения, гигиенические мероприятия, физическое снижение температуры). Постельный режим следует соблюдать в течение всего лихорадочного периода.
Ранее для облегчения симптомов и с целью предупреждения бактериального заражения в местах поражения кожи и слизистых было принято обрабатывать их дезинфицирующими и подсушивающими растворами (бриллиантовый зелёный, а также раствор Кастеллани, генциановый фиолетовый, метиленовый синий)[уточнить]. Для подсушивания везикул в 1980-х предлагалось использовать синтетические танины. Позднее было признано, что традиционное лечение ветряной оспы («зелёнкой» — раствором бриллиантового зелёного) неэффективно, и в настоящее время этот метод считается устаревшим. Ныне для снижения зуда рекомендуются водные процедуры (ванны, ванночки) с небольшим добавлением соды, применение раствора марганцовокислого калия, антигистаминные средства и обезболивающие мази.
Для снижения температуры широко используется парацетамол. Ибупрофен не рекомендуется из-за возможных осложнений. Аспирин и содержащие его продукты не должны даваться детям с ветрянкой (как и любой другой болезнью, вызывающей лихорадку), так как имеется риск возникновения тяжёлого и потенциально смертельного синдрома Рея.
При среднетяжёлых и тяжёлых формах заболевания назначают ацикловир. Применение антивирусных средств является оправданным только для недоношенных детей, пациентов с нарушениями иммунной системы и взрослых.
Прогноз при ветряной оспе обычно благоприятный. Рекомендуется не вскрывать пузырьки и не срывать корочки во избежание остаточных следов (небольших ямковидных рубчиков, проходящих в течение нескольких лет).

## Профилактика

### В очаге
В случае заболевания человек обычно изолируется на дому. Госпитализируются пациенты, проживающие в общежитиях, в специализированных учреждениях или в многодетных семьях. Также госпитализации подлежат тяжёлые формы ветряной оспы, дети раннего возраста, при наличии осложнений или другого тяжёлого заболевания. Изоляция прекращается через 5 дней после последнего высыпания. Для детей, посещающих организованные детские коллективы, существует предусмотренный инструкцией порядок допуска в детские учреждения. Дезинфекция ввиду нестойкости вируса не проводится, достаточно частого проветривания и влажной уборки помещения.

### Пассивная иммунизация
В роcсийских санитарных нормах рекомендована пассивная иммунизация, то есть введение специфического (противоветряночного) иммуноглобулина по назначению врача в первые 72—96 часов после контакта с больным ветряной оспой или опоясывающим лишаём людям следующих групп:
- иммунокомпрометированным детям в возрасте до 15 лет с отрицательным или неизвестным анамнезом в отношении ветряной оспы;
- детям в возрасте до 12 месяцев — при отрицательном результате серологических исследований на IgG к ВЗВ у матери;
- новорождённым, матери которых заболели ветряной оспой в период за 5 суток до родов и 48 часов после них;
- беременным женщинам при отрицательном результате серологических исследований на IgG к Varicella zoster virus;
- пациентам после операции трансплантации костного мозга независимо от перенесённого заболевания ветряной оспой.

В рекомендациях ВОЗ от 2008 года профилактическое введение иммуноглобулина не предусмотрено, однако в Меморандуме по ветряной оспе от 2014 года указано, что VZV-иммуноглобулин также эффективен в качестве постконтактной профилактики для уменьшения тяжести заболевания у лиц с высоким риском развития тяжёлой ветряной оспы, но он дорогостоящий и доступен не по всему миру.
В 2012−2013 годах FDA допустила на рынок США канадский препарат антител человеческого иммуноглобулина, специфичного против вируса ветряной оспы. Он рекомендован нескольким группам пациентов в случае реального или возможного контакта с вирусом (пациентам с иммунодефицитом, беременным женщинам, в некоторых ситуациях — новорождённым).

### Вакцинация
Методом специфической профилактики является вакцинация. Вакцина была разработана Митиаки Такахаси в 1974 году в Японии. Полученный вакцинный штамм был назван Ока (в честь мальчика, из везикул ветряночной сыпи которого был выделен вирус). Первая вакцина получила название «Окавакс». Впоследствии японские разработчики передали штамм Ока фармацевтическим компаниям Merck & Co и GlaxoSmithKline, которые модифицировали штамм и разработали ещё две вакцины: «Варивакс» и «Варилрикс».
В США вакцинация против ветряной оспы с использованием вакцины «Варивакс» проводится с 1995 г., вакцина включена в схему национального прививочного календаря. На территории Российской Федерации первой была зарегистрирована вакцина для профилактики ветряной оспы — «Варилрикс» (GlaxoSmithKline Biologicals S.A.) в 2008 г., а с 2009 г. вакцинация стала широко применяться в рамках региональных программ иммунизации. В ряде стран Европы, и частности, в Великобритании, вакцинация рекомендуется только лицам, находящимся в группе риска. В 2010 году в России зарегистрирована оригинальная японская вакцина «Окавакс».
Вакцина против ветряной оспы включена в национальный прививочный календарь Австралии, Австрии, рекомендации постоянного комитета по вакцинации Германии, прививочные календари большинства канадских провинций. В Великобритании нежелание вводить прививку против ветряной оспы в национальный календарь мотивируется опасениями, что это может повысить риск заболевания опоясывающим герпесом среди пожилых людей, для которых контакт с больными детьми является бустером иммунитета.
Вакцина формирует стойкий иммунитет на долгие годы. По опыту Японии, первой начавшей применять вакцину, иммунитет у пациентов сохранился через 20 лет после вакцинации, ни у одного вакцинированного заболевание не развилось.
Эффективность однократной вакцинации против ветряной оспы по данным Тайваня составила 82,6 %. Возможность прорыва инфекции при введении одной дозы побудила страны, включившие вакцинацию против ветряной оспы в свои календари иммунизации, перейти на двудозовую схему.
Существует опасность развития инфекции у ранее вакцинированного пациента — ветрянка прорыва. Заболевание возможно как на фоне снижения поствакцинального иммунитета со временем (так называемая «вторичная вакцинальная недостаточность»), так и при первичной толерантности, неспособности организма индуцировать эффективный иммунный ответ. По опыту Тайваня прорыв инфекции произошёл у 2,1 % привитых однократно, а в 0,016 % для лечения болезни потребовалась госпитализация. Частота «ветрянки прорыва» была тем ниже, чем больше детей были охвачены вакцинацией.

## Ветряночные вечеринки
Поскольку ветряная оспа у взрослых протекает тяжелее, чем у детей, некоторые родители сознательно приводят своих детей в семью с больным ветрянкой ребёнком, чтобы они переболели в детстве. Это называется «ветряночной вечеринкой». Такая практика была особенно широко распространена до того, как в 1995 году в США начала применяться вакцина против ветряной оспы. Врачи констатируют, что для детей безопаснее получить вакцину, которая содержит ослабленную форму вируса, а не заболевание, которое может быть фатальным. В 2019 году в России «ветряночные» вечеринки также стали набирать популярность.

### Документы
- Профилактика ветряной оспы и опоясывающего лишая : Санитарно-эпидемиологические правила СП 3.1.3525-18.
- Киташова, А. А. Инструкция по медицинскому применению лекарственного препарата Варилрикс®/Varilrix® : ЛСР-001354/08-140111 / ООО «ГлаксоСмитКляйн Трейдинг». — Министерство здравоохранения Российской Федерации, 2011. — 14 января. — 10 с.
- Петрова, А. А. Инструкция по медицинскому применению лекарственного препарата Варилрикс®/Varilrix® : Изменение №1 : ЛСР-001354/08-101011 / ООО «ГлаксоСмитКляйн Трейдинг». — Министерство здравоохранения Российской Федерации, 2011. — 10 октября. — 5 с.
- Регистрационное удостоверение ЛСР-001354/08. Варилрикс® (Вакцина против ветряной оспы живая аттенуированная). Государственный реестр лекарственных средств. Минздрав РФ (29 февраля 2008).
- Земвалдис, Нормундс. Инструкция по применению Окавакс : (Вакцина для профилактики ветряной оспы живая аттенуированная БИКЕН) : ЛСР-001306/10-240210 / Представительство Санофи Пастер в странах СНГ. — Министерство здравоохранения Российской Федерации, 2010. — 24 февраля. — 6 с.
- Регистрационное удостоверение ЛСР-001306/10. Окавакс (Вакцина для профилактики ветряной оспы живая аттенуированная БИКЕН). Государственный реестр лекарственных средств. Минздрав РФ (24 февраля 2010).